# Еліксир

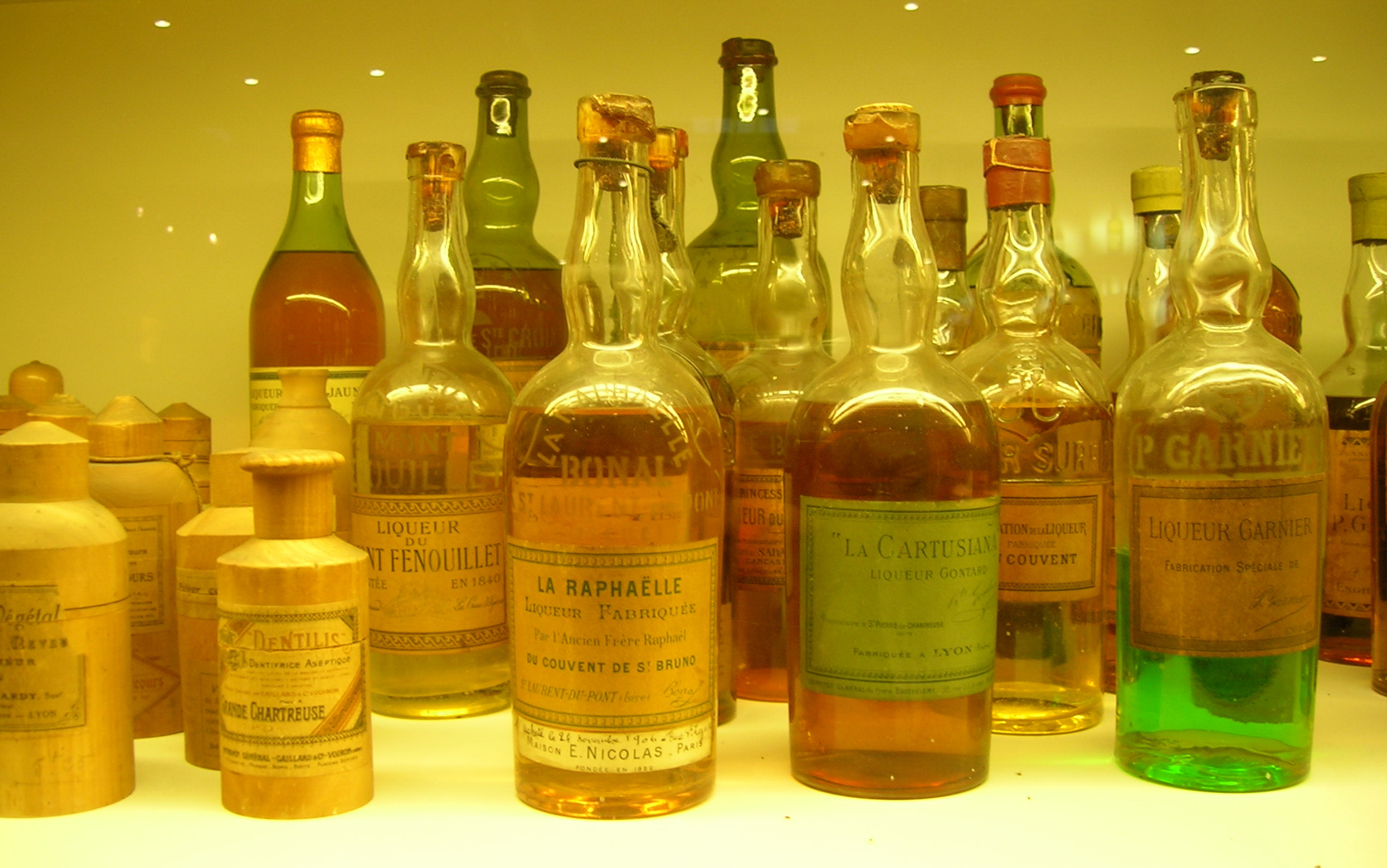

Еліксир (лат. elixir від араб. الإكسير аль-іксір — філософський камінь) — недозована рідка лікарська форма, що являє собою прозору суміш спирто-водних витягів з лікарської рослинної сировини з додаванням лікарських речовин, цукрів і ароматизаторів.